# پنتاکس کی۱۰۰دی
پنتاکس کی۱۰۰دی (به انگلیسی: Pentax K100D) یک دوربین عکاسی ساخت شرکت پنتاکس است.